# 横浜絵
横浜絵（よこはまえ）とは、江戸時代から明治時代の日本の描かれた浮世絵の様式のひとつ。「横浜浮世絵」、「ハマ絵」、「横浜錦絵」とも呼ばれる。

## 概要

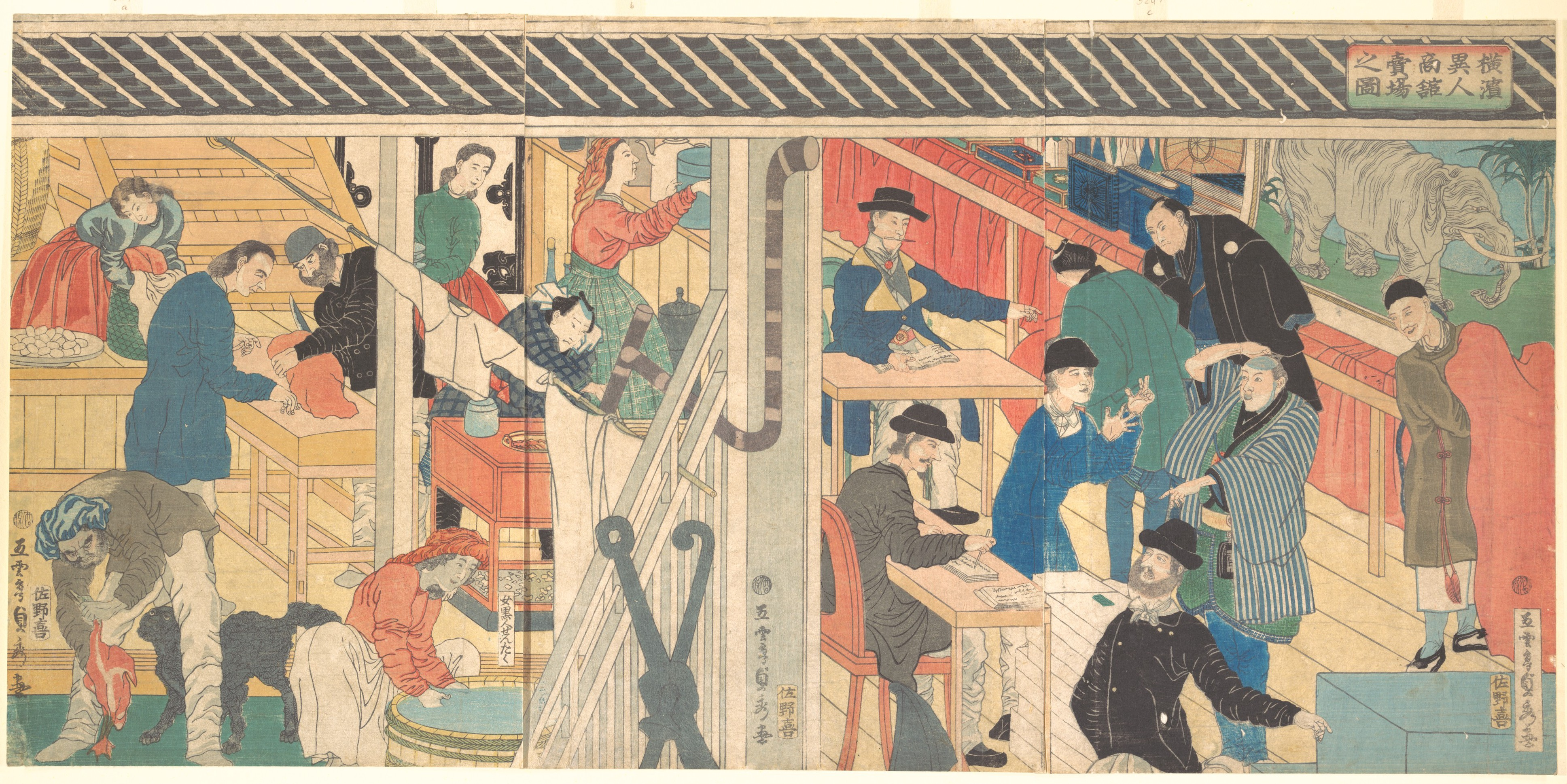
五雲亭貞秀『横浜異人商館売場之図』、文久元年（1861年）

幕末から明治初年にかけて、横浜を画題として描かれたおよそ八百数十点の錦絵の総称であり、極めて短い期間に爆発的に大量生産された。主に横浜港、商館風建物、異国人の風俗などが描かれており、同じく異国趣味を題材にしていた長崎絵に準じてこう呼ばれるようになった。
作品は、師岡屋以外では伊勢茂など大半が横浜ではなく、江戸の版元から出版されており、万延元年（1860年）及び文久元年（1861年）の二年間が横浜絵の最大の流行期であった。安政6年（1859年）に貿易港として開けた横浜は江戸から目と鼻の先にあり、異国風物の存在する街であることが多くの人々に強い関心と好奇心を呼んだ。そこで江戸の版元が競って居留地や異人風俗に興味を持ち、それらを浮世絵師たちに描かせたのであった。新奇を好むのは江戸のみにとどまらず、もっと広く旺盛な好奇心に富む日本人の性情であろうと思われる。異人、異国風物には全く興味を示さなかった中国版画などと比較すれば、それはよりはっきりする。
横浜絵は長崎絵とともに、江戸時代末期における浮世絵の歪んだ空気を吹き払う清々しい空気と活気に満ちている点が最大の特色であるといえる。晩年の二代歌川広重、二代歌川広近、歌川貞秀、他に歌川国芳門下から歌川芳員、歌川芳虎、落合芳幾、歌川芳盛、月岡芳年、歌川芳艶、歌川芳富、歌川芳豊、歌川芳春など多数の浮世絵師がこの横浜絵を残している。豊原国周も一時版元の注文で横浜絵の流行に乗った。また五姓田芳柳や中山年次などは、写真を基に絹地に筆で陰影を付けながら肖像や日本風俗を写実的に描くという手法を編み出しており、これらも横浜絵といわれている。